# Dietrich Sigismund von Buch
Dietrich Sigismund von Buch (* 1. oder 2. Oktober  1646 in Arnstadt, Thüringen; † 1687) war Hofbeamter beim Kurfürsten Friedrich Wilhelm von Brandenburg. Er war Kammerjunker des Kurfürsten im Nordischen Krieg ab 1674 und hinterließ ein Tagebuch, das als wichtige historische Quelle dient.
Das Tagebuch geht von 1674 bis 1683 und verzeichnet die Ereignisse Tag für Tag und war in Französisch verfasst.
Er stammte aus einem alten Adelsgeschlecht in der Mark Brandenburg und Mecklenburg. Sein Vater Otto Wedigo von Buch war Soldat und ab 1643 Hofjunker bei Graf Anton Günther von Schwarzburg-Arnstadt. Später war er Hofmarschall beim Herzog von Mecklenburg-Güstrow und zog sich danach auf sein Gut in Tornow zurück. Er heiratete 1645 Anna Katharina von Berge (aus thüringischem Adel) und starb 1682. Dietrich Sigismund von Buch besuchte ab 1662 die Ritterakademie in Lüneburg. Danach ging er nach Flandern und Frankreich, eventuell auf Kavalierstour, aber wahrscheinlich auch in militärische Dienste, da er später vom Großen Kurfürsten damit betraut war. Um 1670 ist er in Paris nachgewiesen. Ab 1674 begleitet er den Großen Kurfürsten auf Feldzügen, zuerst gegen die Franzosen im Elsass und 1675 in Fehrbellin gegen die Schweden, wovon er Nachrichten nach den Niederlanden überbringt. Danach ist er beim Pommernfeldzug 1675/76 dabei. 1677 ist er bei der Belagerung von Stettin dabei und überbringt die Nachricht der Übergabe der Stadt nach Dresden und Wien. 1678 nimmt er an der Einnahme von Rügen und der Belagerung von Greifswald und Stralsund teil und am Winterfeldzug 1679 in Preußen. Im Mai 1679 erhält er vom Kurfürsten eine Kompanie Berittener seines Leibregiments, die in Rathenow stationiert sind, bleibt aber auch Kammerjunker.
Von Buch stand dem Kurfürsten sehr nah, war aber wahrscheinlich nicht dessen Reisemarschall (Ferdinand Hirsch), wie gelegentlich behauptet wurde. Aus dem Tagebuch geht nur hervor, dass ihm das Amt 1679 angeboten wurde.
Aus seinem Tagebuch kann man entnehmen, dass er zuletzt viel mit der Bewirtschaftung seines Guts nach dem Tod des Vaters zu tun hatte. Es gab Probleme mit der Belehnung der Güter – die er aber 1682 für sich klärte – und Erbstreitigkeiten mit der Stiefmutter. Er wird aber auch noch 1684 als Rittmeister der 5. Kompanie des Leibregiments geführt, 1686 schon nicht mehr. Er starb 1687 ohne männliche Nachkommen und war unverheiratet. Sein Erbe war sein jüngerer Bruder Gustav Wilhelm, der zwar auch 1689 starb, aber verheiratet war und die Linie fortsetzte.

## Ausgaben
- Tagebuch Dieterich Sigismund’s von Buch aus den Jahren 1674 bis 1683. 2 Bände. H. Costenoble, Jena 1865 – mit deutscher Übersetzung von Major von Kassel
- Das Tagebuch Dietrich Sigismund von Buchs (1674–1683). Hrsg. von Ferdinand Hirsch. (Veröffentlichungen des Vereins zur Geschichte der Mark Brandenburg). 2 Bände. Duncker und Humblot, Leipzig 1904–1905 (Digitalisat beider Bände) – Ausgabe des französischen Originals